# Grand Prix automobile du Japon 2015
GP précédent GP suivant
Le Grand Prix automobile du Japon 2015 (2015  Formula 1 Japanese Grand Prix), disputé le 27 septembre 2015 sur le circuit de Suzuka, est la 930e épreuve du championnat du monde de Formule 1 courue depuis 1950. Il s'agit de la trente-et-unième édition du Grand Prix du Japon comptant pour le championnat du monde de Formule 1, la vingt-septième disputée à Suzuka et de la quatorzième manche du championnat 2015.
Comme l'année précédente, si Lewis Hamilton domine la première phase des qualifications, Nico Rosberg reprend la main lors des deux suivantes pour s'adjuger la dix-septième pole position de sa carrière, sa deuxième cette saison et la deuxième consécutive à Suzuka. Son coéquipier, avec 76 millièmes de seconde de retard, l'accompagne sur une première ligne à nouveau entièrement aux couleurs des Flèches d'Argent. Valtteri Bottas prend la troisième place devant Sebastian Vettel, la troisième ligne est constituée de leurs coéquipiers respectifs, Felipe Massa devançant Kimi Räikkönen. Daniel Ricciardo est septième, Romain Grosjean huitième. Tout se joue sur la première tentative des pilotes, au début de la troisième phase des qualifications, car la séance est interrompue alors qu'ils sont en piste lorsque Daniil Kvyat est victime d'un violent accident à l'épingle.
Lewis Hamilton remporte, sur le grand huit de Suzuka, sa huitième victoire de la saison, la quarante-et-unième de sa carrière qui le voit rejoindre Ayrton Senna au palmarès des vainqueurs de Grand Prix, à une victoire de Sebastian Vettel. Parti de la première ligne, il mène l'épreuve de bout en bout et réalise le meilleur tour en course dans sa trente-troisième boucle. À l'extinction des feux, tandis que Vettel prend le meilleur sur Valtteri Bottas, Hamilton se porte à la hauteur de Nico Rosberg, parti de la pole position. Le champion du monde en titre ressort en tête du premier double-gauche en tassant son coéquipier qui, obligé de lever le pied en roulant dans l'herbe, perd deux places au profit de Vettel et Bottas. Rosberg assure toutefois un nouveau doublé à son écurie au gré des arrêts au stand et après le dépassement de Bottas en piste. Pour la cinquième fois cette saison, Sebastian Vettel finit troisième derrière les Flèches d'Argent ; il est suivi par son coéquipier Kimi Räikkönen qui devance Valtteri Bottas ; les cinq pilotes en tête du championnat du monde terminent ainsi l'épreuve dans le même ordre. Nico Hülkenberg se classe sixième et précède Romain Grosjean et son coéquipier Pastor Maldonado. Les coéquipiers chez la Scuderia Toro Rosso, Max Verstappen et Carlos Sainz Jr., prennent les derniers points en jeu en dépassant tour à tour dans la ligne droite Fernando Alonso qui termine onzième et crie de dépit, dans le fief Honda de Suzuka : « Moteur de GP2 ! GP2 ! » Felipe Nasr, qui abandonne à cinq tours du but, est le seul pilote engagé à ne pas recevoir le drapeau à damier. 
Lewis Hamilton conforte son avance en tête du championnat du monde, avec 48 points de plus que Rosberg (277 points contre 229). Sebastian Vettel (218 points) reste troisième devant Kimi Räikkönen (119 points), Valtteri Bottas (111 points) et Felipe Massa toujours à 97 points. Daniel Ricciardo (73 points) reste devant son coéquipier Daniil Kvyat (66 points) et Romain Grosjean (44 points) repasse devant Sergio Pérez (39 points). Mercedes, avec 506 points, conserve la tête du championnat devant Ferrari (337 points) et Williams (208 points) ; suivent Red Bull Racing (139 points), Force India (77 points) et Lotus (60 points). La Scuderia Toro Rosso, avec  44 points précède Sauber (26 points) et McLaren (17 points). Manor Marussia n'a pas encore inscrit de point.

## Essais libres

### Première séance, le vendredi de 10 h à 11 h 30
| Pos. | Pilote           | Voiture            | Chrono         | Écart     |
| ---- | ---------------- | ------------------ | -------------- | --------- |
| 1    | Carlos Sainz Jr. | Toro Rosso-Renault | 1 min 49 s 434 |           |
| 2    | Daniil Kvyat     | Red Bull-Renault   | 1 min 49 s 938 | + 0 s 504 |
| 3    | Nico Rosberg     | Mercedes           | 1 min 50 s 077 | + 0 s 643 |
| 4    | Sebastian Vettel | Ferrari            | 1 min 50 s 519 | + 1 s 085 |
| 5    | Lewis Hamilton   | Mercedes           | 1 min 50 s 722 | + 1 s 288 |
| 6    | Max Verstappen   | Toro Rosso-Renault | 1 min 50 s 940 | + 1 s 506 |

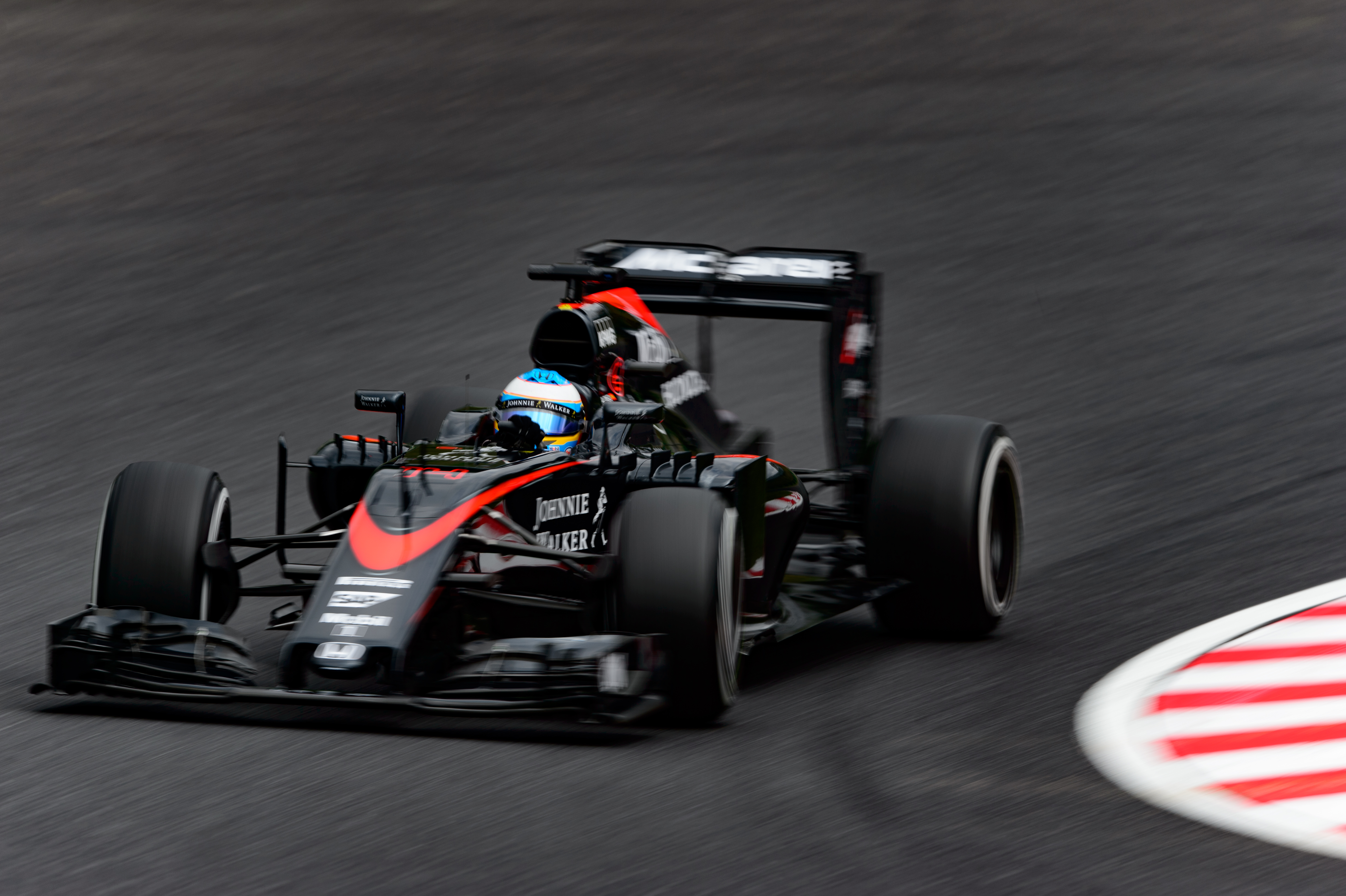
Fernando Alonso au Grand Prix du Japon 2015.

Les conditions de piste sont très difficiles au départ de la première séance d'essais libres du Grand Prix du Japon puisque la température ne dépasse pas 19 °C, le taux d'humidité est de 99 % et une fine pluie continue inonde le circuit détrempé de Suzuka. Marcus Ericsson s'élance le premier, à allure modérée, suivi par Daniil Kvyat, Daniel Ricciardo, Nico Hülkenberg, Sebastian Vettel ou encore Jenson Button et Fernando Alonso. Les pneus pour la pluie soulèvent de grosses gerbes d'eau qui réduisent encore plus la visibilité. Un peu plus tard, Max Verstappen réalise le premier tour chronométré, sans grande valeur de référence, en 1 min 51 s 741 ; il devance son coéquipier Carlos Sainz Jr.,,. 
Faute de pouvoir tester les performances des monoplaces à pleine vitesse, les équipes se concentrent sur des simulations de départ à la sortie de la voie des stands ainsi que sur la fiabilisation des systèmes embarqués. Dans les trente dernières minutes, la pluie s'étant légèrement calmée, certains pilotes passent les pneus intermédiaires. Ainsi chaussé, Valtteri Bottas, à la limite au volant de sa Williams FW37, rattrape sa monoplace de justesse à plusieurs reprises ; son coéquipier Felipe Massa sort même de la piste à Degner. Nico Rosberg, resté en pneus « pleine pluie », prend alors la tête en 1 min 51 s 117. 
En fin de séance, la piste s'améliore et Verstappen, en 1 min 50 s 940 puis Kvyat, en 1 min 49 s 938, confirment qu'il est désormais possible de mettre de côté les pneus pour la pluie. Carlos Sainz Jr. réalise finalement le meilleur tour de la matinée, en 1 min 49 s 434. Seuls douze pilotes ont réalisé un tour chronométré, Fernando Alonso, Daniel Ricciardo, les pilotes Lotus F1 Team, Manor Marussia et Force India n'ayant pratiquement pas tourné (Nico Hülkenberg étant pour sa part en proie à des ennuis de direction). ,,.
- Jolyon Palmer, pilote essayeur chez Lotus F1 Team, remplace Romain Grosjean lors de cette séance d'essais.

### Deuxième séance, le vendredi de 14 h à 15 h 30
| Pos. | Pilote           | Voiture          | Chrono         | Écart     |
| ---- | ---------------- | ---------------- | -------------- | --------- |
| 1    | Daniil Kvyat     | Red Bull-Renault | 1 min 48 s 277 |           |
| 2    | Nico Rosberg     | Mercedes         | 1 min 48 s 300 | + 0 s 023 |
| 3    | Lewis Hamilton   | Mercedes         | 1 min 48 s 853 | + 0 s 576 |
| 4    | Daniel Ricciardo | Red Bull-Renault | 1 min 49 s 097 | + 0 s 820 |
| 5    | Sebastian Vettel | Ferrari          | 1 min 50 s 268 | + 1 s 991 |
| 6    | Kimi Räikkönen   | Ferrari          | 1 min 50 s 319 | + 2 s 042 |

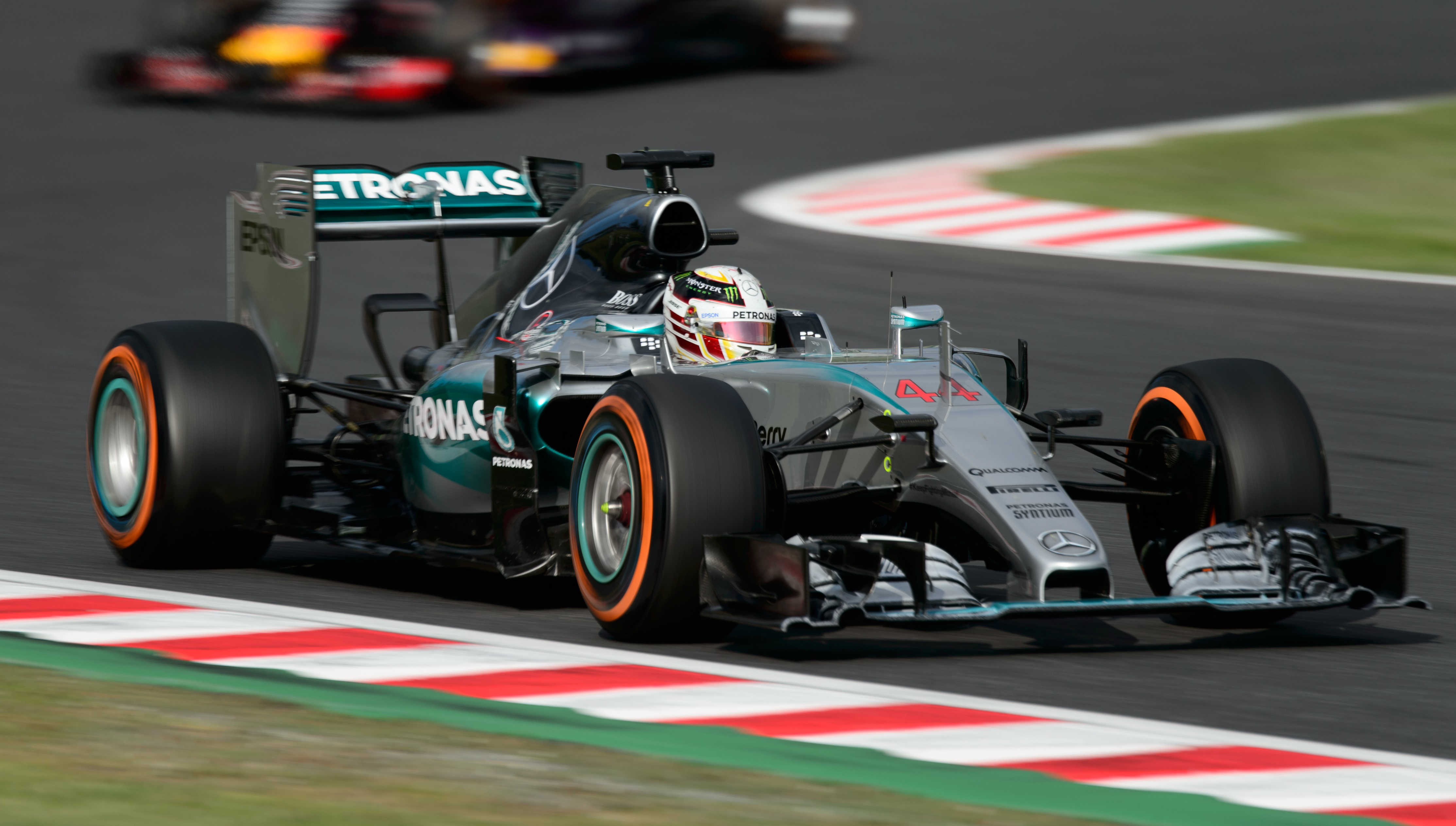
Lewis Hamilton au Grand Prix du Japon 2015.

S'il ne pleut plus au départ de la deuxième séance d'essais libres, les conditions météorologiques, avec 22 °C dans l'air et 88 % d'humidité, ne sont pas idéales pour préparer les qualifications et la course qui sont prévues sous le soleil ; ainsi, aucun pilote ne se présente sur la piste détrempée lorsque le feu passe au vert. Lotus F1 Team, en manque de liquidité, doit emprunter du matériel aux autres concurrents pour procéder au montage de ses monoplaces tandis que ses mécaniciens se restaurent au Paddock Club aux frais de Bernie Ecclestone. Daniil Kvyat rompt en premier la quiétude du circuit, chaussé de pneus intermédiaires, et établit le temps de référence en 1 min 49 s 374,,. 
Quelques instants plus tard, Nico Rosberg, comprenant alors que la piste est davantage praticable que dans la matinée, améliore, en 1 min 48 s 300, sous de grandes gerbes d'eau. Son coéquipier Lewis Hamilton prend la deuxième place devant les Red Bull RB11 de Kvyat et Daniel Ricciardo et les Ferrari SF15-T de Sebastian Vettel et Kimi Räikkönen. Au fil des passages des pilotes sur la trajectoire idéale, l'asphalte s'assèche mais ne permet pas encore d'envisager de sortir les pneus slicks. Pendant ce temps, dans le stand McLaren Racing, la MP4-30 de Fernando Alonso est entièrement désossée (un problème moteur a été décelé et nécessite le démontage de l'unité de puissance) tandis que l'Espagnol n'a pas même enfilé sa combinaison de course. Valtteri Bottas, lui non plus, ne prend pas part à cette session d'essais qui se déroule désormais sous la pluie. Pastor Maldonado, occupé à manipuler les commandes de son volant, quitte la piste à basse vitesse, sans conséquence,,.
Kvyat, en 1 min 48 s 277, se replace en tête du classement. À trente minutes de la fin de la séance, Marcus Ericsson est seul en piste, en pneus « pleine pluie », sous une visibilité réduite tandis que la pluie s'intensifie et que l'obscurité gagne. Alors que le Suédois rentre au stand définitivement, Alonso choisit de participer à cette séance après le changement de moteur qui lui a fait perdre une heure. Dans les derniers instants, Nico Rosberg, Lewis Hamilton, Sebastian Vettel et quelques autres pilotes testent les pneus « pleine pluie »,,.

### Troisième séance, le samedi de 12 h à 13 h
| Pos. | Pilote           | Voiture           | Chrono         | Écart     |
| ---- | ---------------- | ----------------- | -------------- | --------- |
| 1    | Nico Rosberg     | Mercedes          | 1 min 33 s 995 |           |
| 2    | Lewis Hamilton   | Mercedes          | 1 min 34 s 292 | + 0 s 297 |
| 3    | Daniel Ricciardo | Red Bull-Renault  | 1 min 34 s 497 | + 0 s 502 |
| 4    | Valtteri Bottas  | Williams-Mercedes | 1 min 34 s 797 | + 0 s 802 |
| 5    | Felipe Massa     | Williams-Mercedes | 1 min 34 s 934 | + 0 s 939 |
| 6    | Kimi Räikkönen   | Ferrari           | 1 min 35 s 082 | + 1 s 087 |

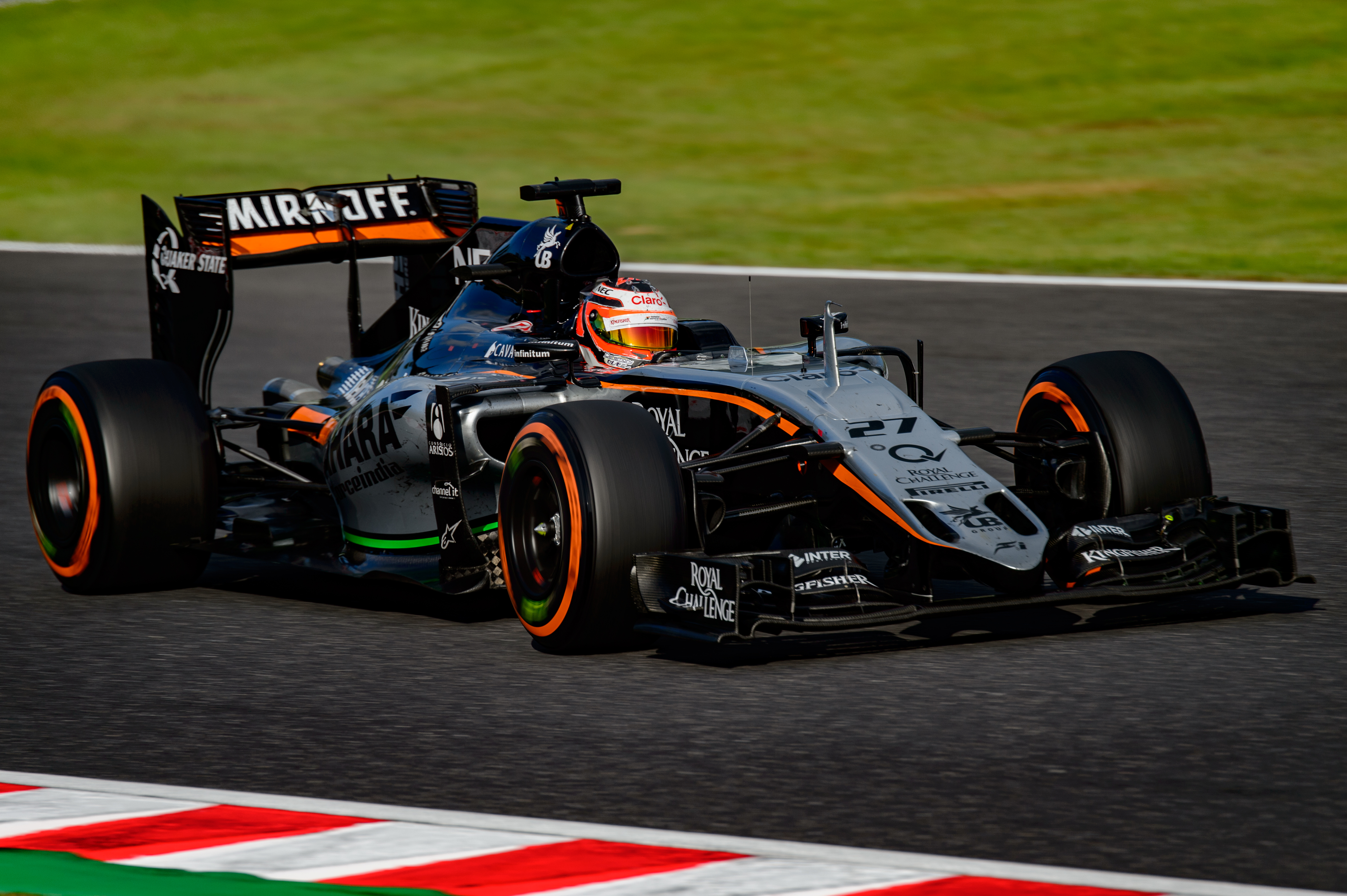
Nico Hülkenberg au Grand Prix du Japon 2015.

La troisième et dernière séance d'essais libres du Grand Prix du Japon est la première à se dérouler sur une piste sèche après un vendredi pluvieux et inutile en termes d'acquisition de données par les écuries. Les équipes ont beaucoup de retard à rattraper et les pilotes monte en piste dès son ouverture. Perturbé par un souci technique, Sebastian Vettel ne peut quitter son stand qu'après vingt minutes alors que certains chaussent d'emblée les pneus les plus tendres proposé par Pirelli (le mélange « médium »),,.
Durant la première demi-heure de la séance, certains pilotes effectuent de longs relais alors que d'autres privilégient les relais courts. S'il est impossible d'établir une hiérarchie entre les pilotes à cause des différentes options retenues (nombre de tours consécutifs lancés, quantité d'essence embarquée, pneumatiques) les Red Bull RB11 et les Toro Rosso STR10 se mettent particulièrement en évidence ; en pneus tendres, Daniel Ricciardo réalise le meilleur temps en 1 min 36 s 392 puis l'améliore à chaque passage (1 min 36 s 010, 1 min 34 s 755 et 1 min 34 s 497),,. 
Après une période d'accalmie en piste à la mi-séance, Nico Rosberg prend la tête, en 1 min 34 s 497 et devance, de trois dixièmes de seconde, son coéquipier Lewis Hamilton. Daniil Kvyat, par deux fois, sort trop large dans deux virages différents, tout comme Fernando Alonso. Rosberg et Hamilton conservent jusqu'à la fin de la séance leur avantage sur Ricciardo tandis que Valtteri Bottas et Felipe Massa complètent le Top 5,,.

## Séance de qualifications

### Résultats des qualifications

#### Session Q1

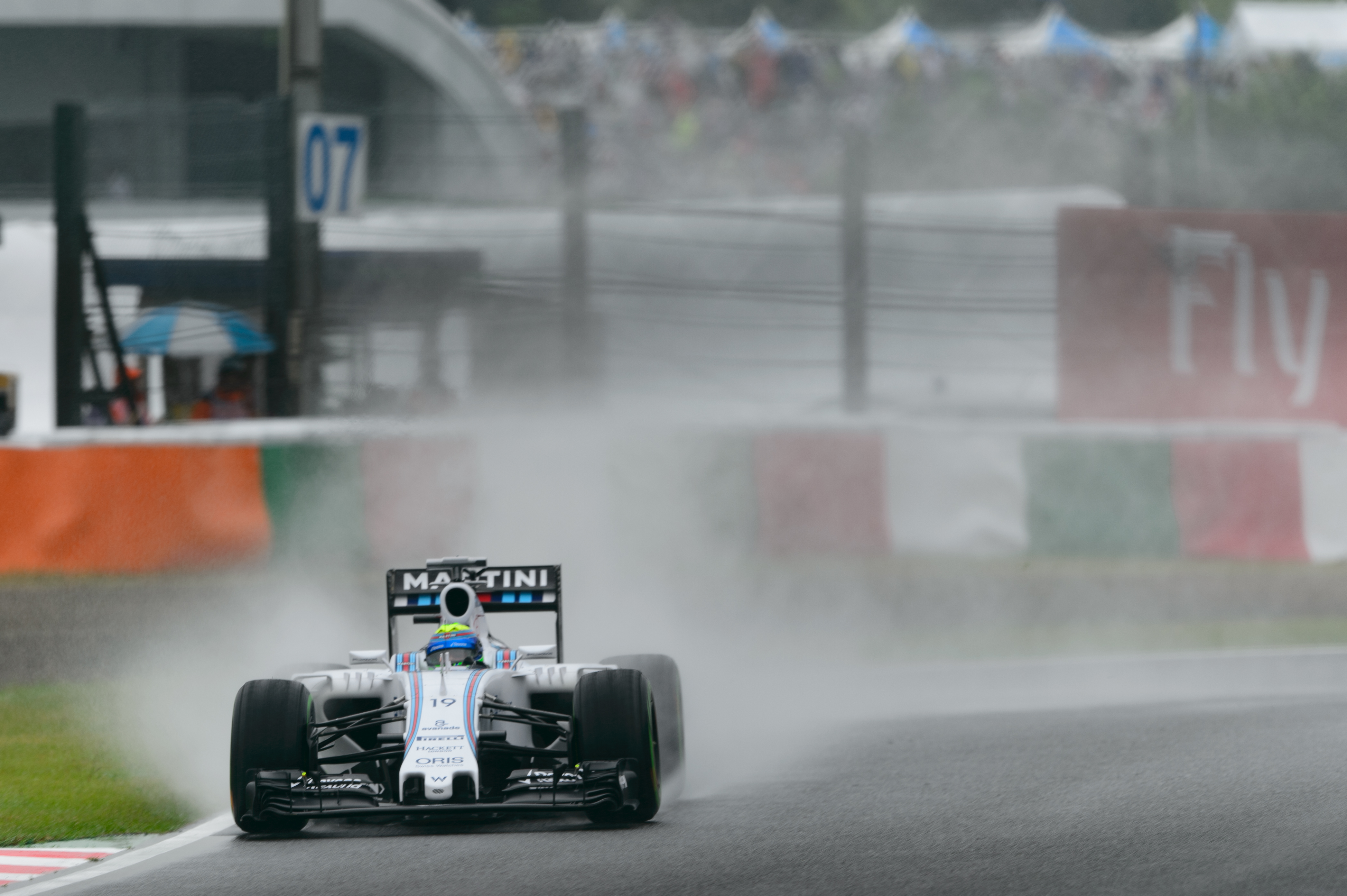
Felipe Massa au Grand Prix du Japon 2015.

La température ambiante est de 27 °C au début de la première phase de la séance qualificative du Grand Prix du Japon. Max Verstappen fixe le temps de référence en 1 min 35 s 415 mais sa performance est immédiatement battue par Nico Rosberg (1 min 33 s 961) puis par Lewis Hamilton (1 min 33 s 595) dès leur premier tour lancé,,.
Chaussé des pneus les plus tendres proposés par Pirelli, Marcus Ericsson sort de la piste au freinage de l'épingle de Spoon. S'il évite par le mur de pneus après un gros travers, les  quatre roues bloquées, il doit se diriger au ralenti vers son garage pour changer de pneus ; il n'échappe toutefois pas à l'élimination. Devant un public japonais tout acquis à leur cause, les deux McLaren MP4-30 sont en situation défavorables puisque Fernando Alonso n'a réalisé que le quinzième temps tandis que Jenson Button, deux dixièmes de seconde plus lent, est dans la zone éliminatoire,,.
Max Verstappen sort de la piste dans le virage no 11 et sa Toro Rosso STR10 reste immobilisée dans le bac à graviers : le drapeau jaune est agité et personne ne peut améliorer ses temps. Alexander Rossi n'a même pas la possibilité de réaliser le moindre tour chronométré et ne doit sa qualification pour la course qu'à la décision de repêchage des commissaires. Les cinq pilotes éliminés sont Will Stevens et son coéquipier Rossi, Ericsson et son coéquipier Felipe Nasr et Button,,.

#### Session Q2

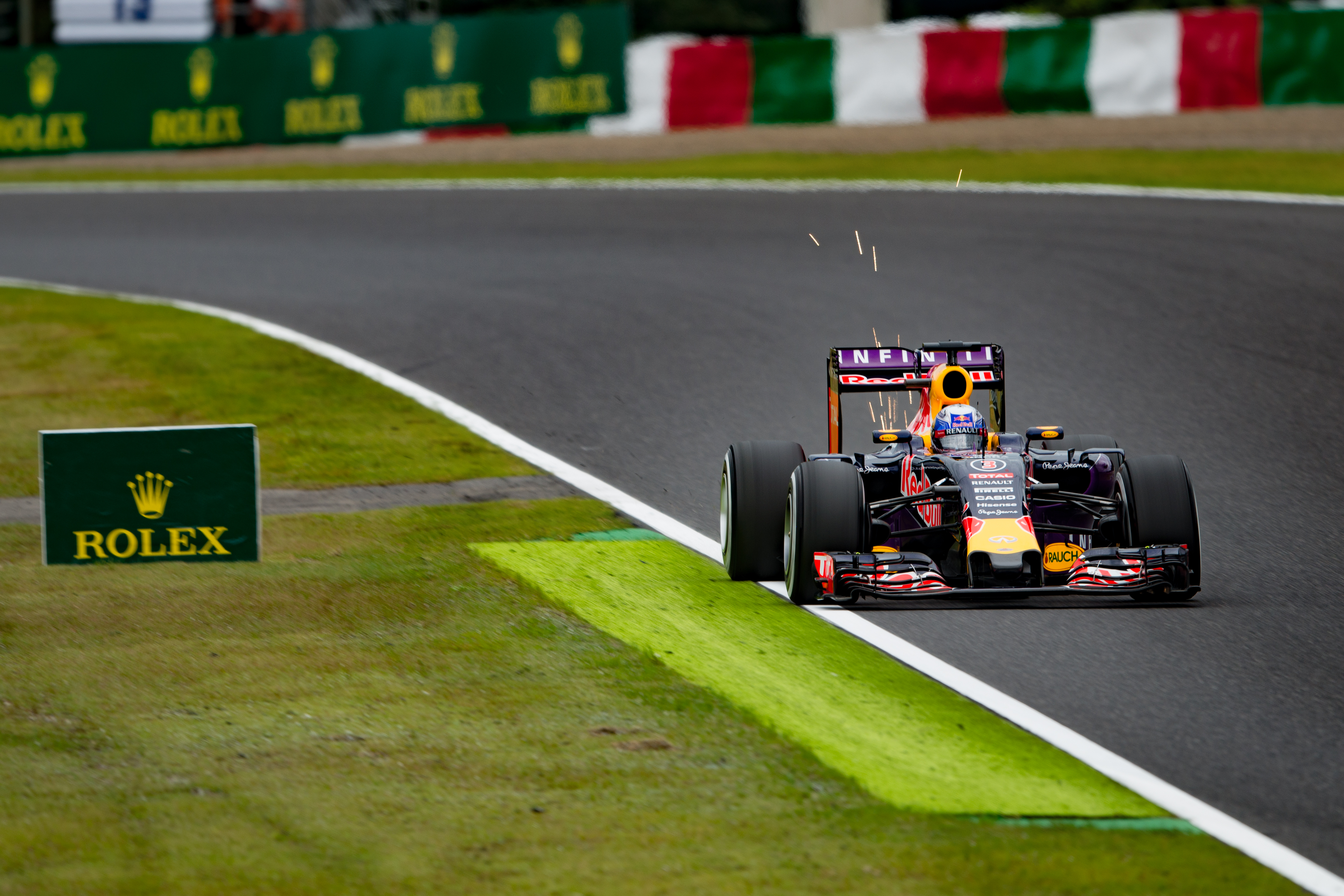
Daniel Ricciardo au Grand Prix du Japon 2015.

Max Verstappen, bien qu'ayant réalisé un temps l'autorisant à disputer la seconde phase qualificative, ne prend pas part à la session Q2, contraint de s'immobiliser en piste après une avarie. Les pilotes se relancent tous en piste chaussés des pneus les plus tendres proposés (mélange « médium »). Nico Rosberg fixe le temps de référence en 1 min 32 s 632 et devance son coéquipier, Lewis Hamilton, deuxième en 1 min 32 s 789. Les Mercedes laissent leurs plus proches rivaux, sur Williams FW37, à plus de 7 dixièmes de seconde ; Rosberg et Hamilton choisissent même de rester dans leur stand après cet unique tour lancé,,.  
Les pilotes de la Scuderia Ferrari attendent le milieu de la séance pour prendre la piste ; Sebastian Vettel évolue en sixième position, à plus d'une seconde de la référence tandis que Kimi Räikkönen, plus en verve, obtient le troisième temps, à 729 millièmes de seconde de la tête. Romain Grosjean et Pastor Maldonado se battent bec et ongles pour accéder à la dernière phase qualificative mais ont fort à faire face à Carlos Sainz Jr., Daniel Ricciardo, Daniil Kvyat, Nico Hülkenberg et Sergio Pérez,,.
Dans les derniers instants, tous les pilotes hormis les six premiers (Rosberg, Hamilton, Räikkönen, Felipe Massa, Valtteri Bottas et Vettel) se relancent pour une dernière tentative qui permet à Grosjean de passer en Q3 aux dépens d'Hülkenberg, éliminé aux côtés de Fernando Alonso, Sainz, Maldonado et Verstappen,,.

#### Session Q3
Nico Rosberg, Lewis Hamilton et Daniel Ricciardo sont les premiers à prendre la piste alors que Sergio Pérez et Daniil Kvyat décident de rester dans leurs stands pour ne faire qu'une seule tentative, en fin de séance. Rosberg, en 1 min 32 s 584, prend l'avantage sur Hamilton (1 min 32 s 660) pourtant plus rapide dans le premier secteur ; suivent Valtteri Bottas, Sebastian Vettel, Felipe Massa, Kimi Räikkönen, Daniel Ricciardo et Romain Grosjean,,. 
Les pilotes se relancent quelques instants plus tard et Daniil Kvyat, après avoir posé une roue dans l'herbe au freinage de l'épingle, perd le contrôle de sa Red Bull RB11 qui frappe violemment les rails avant de partir en tonneau. Si le pilote russe n'est pas blessé, sa monoplace est très endommagée et la séance est interrompue par un drapeau rouge à 36 secondes du terme initialement prévu. Cette neutralisation ne permet donc pas de voir la confrontation entre les équipiers Mercedes se mener jusqu'au bout,,.
Nico Rosberg obtient la dix-septième pole position de sa carrière, sa seconde cette saison et partira juste devant Hamilton. Bottas prend la troisième place devant Vettel, la troisième ligne est constituée de leurs coéquipiers respectifs, Massa et  Räikkönen. Daniel Ricciardo est septième, Romain Grosjean huitième et la cinquième ligne est occupée par Sergio Pérez et Carlos Sainz Jr.,,.

### Grille de départ
| Pos.                                                                                      | Pilote           | Écurie                 | Qualifications 1 | Qualifications 2 | Qualifications 3 |
| ----------------------------------------------------------------------------------------- | ---------------- | ---------------------- | ---------------- | ---------------- | ---------------- |
| 1                                                                                         | Nico Rosberg     | Mercedes               | 1 min 33 s 015   | 1 min 32 s 632   | 1 min 32 s 584   |
| 2                                                                                         | Lewis Hamilton   | Mercedes               | 1 min 32 s 844   | 1 min 32 s 789   | 1 min 32 s 660   |
| 3                                                                                         | Valtteri Bottas  | Williams-Mercedes      | 1 min 34 s 326   | 1 min 33 s 416   | 1 min 33 s 024   |
| 4                                                                                         | Sebastian Vettel | Ferrari                | 1 min 34 s 431   | 1 min 33 s 844   | 1 min 33 s 245   |
| 5                                                                                         | Felipe Massa     | Williams-Mercedes      | 1 min 34 s 744   | 1 min 33 s 377   | 1 min 33 s 337   |
| 6                                                                                         | Kimi Räikkönen   | Ferrari                | 1 min 34 s 171   | 1 min 33 s 361   | 1 min 33 s 347   |
| 7                                                                                         | Daniel Ricciardo | Red Bull-Renault       | 1 min 34 s 399   | 1 min 34 s 153   | 1 min 33 s 497   |
| 8                                                                                         | Romain Grosjean  | Lotus-Mercedes         | 1 min 34 s 398   | 1 min 34 s 278   | 1 min 33 s 967   |
| 9                                                                                         | Sergio Pérez     | Force India-Mercedes   | 1 min 35 s 001   | 1 min 34 s 174   | Pas de temps     |
| 10                                                                                        | Daniil Kvyat     | Red Bull-Renault       | 1 min 34 s 646   | 1 min 34 s 201   | Pas de temps     |
| 11                                                                                        | Nico Hülkenberg  | Force India-Mercedes   | 1 min 35 s 328   | 1 min 34 s 390   |                  |
| 12                                                                                        | Carlos Sainz Jr. | Toro Rosso-Renault     | 1 min 34 s 873   | 1 min 34 s 453   |                  |
| 13                                                                                        | Pastor Maldonado | Lotus-Mercedes         | 1 min 34 s 796   | 1 min 34 s 497   |                  |
| 14                                                                                        | Fernando Alonso  | McLaren-Honda          | 1 min 35 s 467   | 1 min 34 s 785   |                  |
| 15                                                                                        | Max Verstappen   | Toro Rosso-Renault     | 1 min 34 s 522   | Pas de temps     |                  |
| 16                                                                                        | Jenson Button    | McLaren-Honda          | 1 min 35 s 664   |                  |                  |
| 17                                                                                        | Marcus Ericsson  | Sauber-Ferrari         | 1 min 35 s 673   |                  |                  |
| 18                                                                                        | Felipe Nasr      | Sauber-Ferrari         | 1 min 35 s 760   |                  |                  |
| 19                                                                                        | Will Stevens     | Manor Marussia-Ferrari | 1 min 38 s 783   |                  |                  |
| Temps minimal à réaliser pour la qualification : 1 min 39 s 343 (107 % de 1 min 32 s 844) |                  |                        |                  |                  |                  |
| 20                                                                                        | Alexander Rossi  | Manor Marussia-Ferrari | 1 min 47 s 114   |                  |                  |

- Nico Hülkenberg, auteur du onzième temps des qualifications, est pénalisé d'un recul de 3 places sur la grille pour avoir été jugé responsable de l'accrochage avec Felipe Massa au Grand Prix de Singapour 2015. Il s'élance de la quatorzième place de la grille[20].
- Max Verstappen, auteur du quinzième temps des qualifications, est pénalisé d'un recul de 3 places sur la grille pour avoir garé dangereusement sa monoplace en bord de piste lors de la Q1. Il s'élance de la dix-huitième place de la grille[20].
- Alexander Rossi, qui ne parvient pas à se qualifier étant au-delà des 107 % du meilleur temps établi en Q1 par Hamilton, est finalement autorisé par les commissaires à prendre le départ de la course[20].
- Daniil Kvyat, auteur du dixième temps des qualifications, s'élance depuis de la voie des stands en raison d'un changement de châssis après son accident lors de la dernière phase des qualifications[20].

## Course

### Déroulement de l'épreuve
Le départ du Grand Prix du Japon est donné sur une piste parfaitement sèche sur laquelle dix-neuf pilotes se présentent puisque Daniil Kvyat doit s'élancer depuis la voie des stands au volant d'une Red Bull RB11 totalement reconstruite et mue par un nouveau moteur Renault. Jenson Button, quatorzième sur la grille, est le seul pilote à avoir chaussé les pneumatiques durs. À l'extinction des feux, Lewis Hamilton, en première ligne, prend un départ parfait et plonge à l'intérieur du premier virage en tassant son coéquipier Nico Rosberg, parti de la pole position. Rosberg, deux roues dans l'herbe, doit relâcher l'accélérateur pour éviter l'accrochage, ce dont profitent Sebastien Vettel et Valtteri Bottas pour le doubler avant l'entrée des esses. Derrière, Felipe Massa, « englué » sur la grille, est heurté par Daniel Ricciardo : le Brésilien, roue avant-droite endommagée, doit ramener sa Williams FW37 jusqu'aux stands dans de grandes gerbes d'étincelles causées par son aileron avant qui frotte le sol tandis que Ricciardo doit rentrer sans pneu arrière-gauche. Sergio Pérez, qui a accroché Carlos Sainz Jr., doit lui aussi repasser par les stands. Au premier passage sur la ligne de chronométrage, Hamilton possède 1 seconde et 6 dixièmes d'avance sur Vettel ; suivent Bottas, Rosberg, Kimi Räikkönen, Romain Grosjean, Pastor Maldonado, Nico Hülkenberg, Fernando Alonso, Sainz, Marcus Ericsson, Button, Felipe Nasr et Max Verstappen, qui a déjà remonté cinq places,,. 
En tête de la course, Hamilton porte son avance sur Vettel à 3 secondes au cinquième tour alors que Bottas retient Rosberg, déjà repoussé à 7 secondes. Le stand Mercedes le prévient qu'en restant derrière le Finlandais, ses températures de pneumatiques augmentent dangereusement, ce qui contraint le pilote allemand à lever encore plus le pied. Alonso perd la dixième place au profit de la Sauber C34 d'Ericsson et se retrouve directement sous la menace de Nasr au volant de la seconde Sauber. Au neuvième passage, Hamilton possède 5 secondes d'avance sur Vettel, 9 s sur Bottas et 11 s sur Rosberg ; suivent Räikkönen, Grosjean, Maldonado, Hülkenberg, Sainz et Ericsson,,. 
Alonso et Verstappen s'arrêtent pour changer de pneus au dixième tour, Hülkenberg, Nasr et Button au suivant. Lorsque Grosjean et Bottas stoppent au douzième tour, Rosberg a la possibilité de réaliser l'undercut en restant en piste jusqu'au quinzième passage où il chausse les gommes dures, comme Vettel au tour précédent. S'il manque quelques dixièmes de seconde à l'Allemand pour ressortir devant le Finlandais, celui-ci détruit si rapidement son train de pneus « medium » que Rosberg n'a qu'à attendre le dix-septième tour pour s'emparer de la troisième position grâce à une attaque, sans aileron arrière mobile, à l'abord de la chicane. Au dix-neuvième tour, après la première vague d'arrêts, Hamilton devance Vettel de 8 secondes, Rosberg de 12 s, Bottas de 14 s et Räikkönen de 16 s ; suivent Hülkenberg, Grosjean, Maldonado, Sainz et Alonso,,. 
Hamilton, en pneus tendres, enchaine les meilleurs tours en course et son avance sur Vettel, en pneus durs, atteint les 10 secondes au vingtième passage. Vettel n'a plus que 2 secondes d'avance sur Rosberg. Max Verstappen est en lutte avec Fernando Alonso pour le gain de la dixième place tandis que, juste devant, Sainz maintient le contact avec les Lotus E23 Hybrid de Grosjean et Maldonado. Au vingt-sixième passage, Verstappen passe Alonso dans le premier virage ; l'Espagnol ne peut que s'écrier : « Moteur de GP2, GP2 ». Sainz, en s'arrêtant au vingt-huitième tour, touche une quille de balisage à l'entrée de la voie des stands et doit donc faire remplacer le museau de sa monoplace. Räikkonen et Alonso stoppent au tour suivant, Rosberg et Bottas au trentième. À l'issue de cette vague d'arrêt, Rosberg gagne une place en ressortant devant Vettel tandis que Bottas en perd une au profit de Räikkönen. Au quarantième tour, Hamilton possède 10 secondes d'avance sur Rosberg, 12 s sur Vettel, 25 s sur Räikkönen et 30 s sur Bottas ; suivent Hülkenberg, Grosjean, Maldonado, Sainz et Verstappen,,. 
Hamilton n'a plus qu'à gérer un dernier tiers de l'épreuve fluide pour remporter sa quarante-et-unième victoire en Formule 1 (sa huitième cette saison) et rejoindre Ayrton Senna au palmarès des vainqueurs de Grands Prix. Deuxième, Rosberg limite les dégâts au championnat du monde en ne concédant que 7 points. Vettel prend la troisième place et Kimi Räikkönen termine quatrième devant Bottas (les cinq pilotes en tête de la course sont également en tête du championnat). Hülkenberg se classe sixième devant Grosjean, Maldonado, Verstappen, autorisé par ses ingénieurs à dépasser son équipier Sainz dans les derniers tours,,.

### Classement de la course
| Pos. | no | Pilote           | Écurie                 | Tours | Temps/Abandon                      | Grille  | Points |
| ---- | -- | ---------------- | ---------------------- | ----- | ---------------------------------- | ------- | ------ |
| 1    | 44 | Lewis Hamilton   | Mercedes               | 53    | 1 h 28 min 06 s 508 (209,381 km/h) | 2       | 25     |
| 2    | 6  | Nico Rosberg     | Mercedes               | 53    | + 18 s 964                         | 1       | 18     |
| 3    | 5  | Sebastian Vettel | Ferrari                | 53    | + 20 s 850                         | 4       | 15     |
| 4    | 7  | Kimi Räikkönen   | Ferrari                | 53    | + 33 s 768                         | 6       | 12     |
| 5    | 77 | Valtteri Bottas  | Williams-Mercedes      | 53    | + 36 s 746                         | 3       | 10     |
| 6    | 27 | Nico Hülkenberg  | Force India-Mercedes   | 53    | + 55 s 559                         | 13      | 8      |
| 7    | 8  | Romain Grosjean  | Lotus-Mercedes         | 53    | + 1 min 12 s 298                   | 8       | 6      |
| 8    | 13 | Pastor Maldonado | Lotus-Mercedes         | 53    | + 1 min 13 s 575                   | 11      | 4      |
| 9    | 33 | Max Verstappen   | Toro Rosso-Renault     | 53    | + 1 min 35 s 315                   | 17      | 2      |
| 10   | 55 | Carlos Sainz Jr. | Toro Rosso-Renault     | 52    | + 1 tour                           | 10      | 1      |
| 11   | 14 | Fernando Alonso  | McLaren-Honda          | 52    | + 1 tour                           | 12      |        |
| 12   | 11 | Sergio Pérez     | Force India-Mercedes   | 52    | + 1 tour                           | 9       |        |
| 13   | 26 | Daniil Kvyat     | Red Bull-Renault       | 52    | + 1 tour                           | Pitlane |        |
| 14   | 9  | Marcus Ericsson  | Sauber-Ferrari         | 52    | + 1 tour                           | 15      |        |
| 15   | 3  | Daniel Ricciardo | Red Bull-Renault       | 52    | + 1 tour                           | 7       |        |
| 16   | 22 | Jenson Button    | McLaren-Honda          | 52    | + 1 tour                           | 14      |        |
| 17   | 19 | Felipe Massa     | Williams-Mercedes      | 51    | + 2 tours                          | 5       |        |
| 18   | 53 | Alexander Rossi  | Manor Marussia-Ferrari | 51    | + 2 tours                          | 19      |        |
| 19   | 28 | Will Stevens     | Manor Marussia-Ferrari | 50    | + 3 tours                          | 18      |        |
| 20   | 12 | Felipe Nasr      | Sauber-Ferrari         | 48    | problème mécanique                 | 16      |        |

### Pole position et record du tour
- Pole position :  Nico Rosberg (Mercedes) en 1 min 32 s 584 (225,797 km/h)[25].
- Meilleur tour en course :   Lewis Hamilton  (Mercedes) en 1 min 36 s 145 (217,434 km/h) au trente-troisième tour[26].

### Tours en tête
- Lewis Hamilton :  53 tours (1-53)[27].

## Classements généraux à l'issue de la course
| Pos. | Pilote           | Écurie               | Points |
| ---- | ---------------- | -------------------- | ------ |
| 1    | Lewis Hamilton   | Mercedes             | 277    |
| 2    | Nico Rosberg     | Mercedes             | 229    |
| 3    | Sebastian Vettel | Ferrari              | 218    |
| 4    | Kimi Räikkönen   | Ferrari              | 119    |
| 5    | Valtteri Bottas  | Williams-Mercedes    | 111    |
| 6    | Felipe Massa     | Williams-Mercedes    | 97     |
| 7    | Daniel Ricciardo | Red Bull-Renault     | 73     |
| 8    | Daniil Kvyat     | Red Bull-Renault     | 66     |
| 9    | Romain Grosjean  | Lotus-Mercedes       | 44     |
| 10   | Sergio Pérez     | Force India-Mercedes | 39     |
| 11   | Nico Hülkenberg  | Force India-Mercedes | 38     |
| 12   | Max Verstappen   | Toro Rosso-Renault   | 32     |
| 13   | Felipe Nasr      | Sauber-Ferrari       | 17     |
| 14   | Pastor Maldonado | Lotus-Mercedes       | 16     |
| 15   | Carlos Sainz Jr. | Toro Rosso-Renault   | 12     |
| 16   | Fernando Alonso  | McLaren-Honda        | 11     |
| 17   | Marcus Ericsson  | Sauber-Ferrari       | 9      |
| 18   | Jenson Button    | McLaren-Honda        | 6      |

| Pos. | Écurie               | Points |
| ---- | -------------------- | ------ |
| 1    | Mercedes             | 506    |
| 2    | Ferrari              | 337    |
| 3    | Williams-Mercedes    | 208    |
| 4    | Red Bull-Renault     | 139    |
| 5    | Force India-Mercedes | 77     |
| 6    | Lotus-Mercedes       | 60     |
| 7    | Toro Rosso-Renault   | 44     |
| 8    | Sauber-Ferrari       | 26     |
| 9    | McLaren-Honda        | 17     |

## Statistiques
Le Grand Prix du Japon 2015 représente :
- la 17e pole position de sa carrière pour Nico Rosberg, sa seconde cette saison[30] ;
- la 41e victoire de sa carrière en Formule 1 pour Lewis Hamilton qui rejoint Ayrton Senna au quatrième rang des vainqueurs de Grand Prix derrière Sebastian Vettel (42 victoires)[31],[32] ;
- le 7e Grand Prix mené de bout en bout par Lewis Hamilton[33] ;
- la 40e victoire pour Mercedes en tant que constructeur[34] ;
- le 24e doublé pour Mercedes en tant que constructeur[35] ;
- la 126e victoire pour Mercedes en tant que motoriste[36].

Au cours de ce Grand Prix :
- Nico Rosberg passe la barre des 1100 points inscrits en Formule 1 (1116,5 points)[37] ;
- Valtteri Bottas passe la barre des 300 points inscrits en Formule 1 (301 points)[38] ;
- Les cinq premiers du championnat du monde (Hamilton, Rosberg, Vettel, Räikkönen et Bottas) terminent le Grand Prix dans le même ordre ;
- Pour la première fois depuis le Grand Prix automobile d'Europe 2011, tous les pilotes terminent classés ;
- Emanuele Pirro (37 départs en Grands Prix de Formule 1, 3 points inscrits entre 1989 et 1991 et quintuple vainqueur des 24 Heures du Mans en 2000, 2001, 2002, 2006 et 2007) est nommé assistant des commissaires de course pour ce Grand Prix[39].